# Lasioglossum houstoni
Lasioglossum houstoni là một loài Hymenoptera trong họ Halictidae. Loài này được Walker mô tả khoa học năm 1986.